# Красная Горка (Мелитополь)
Красная Горка — исторический район Мелитополя, включающий в себя частый сектор в северо-восточной части города.

## Географическое положение
Красная Горка расположена к северу от исторического центра Мелитополя и отделена от него Кизиярским ручьём. На западе Красная Горка граничит с Кизияром (граница условно проводится по улице Ломоносова) и Микрорайоном (к Микрорайону относятся многоэтажные дома, к Красной Горке — частный сектор). К северу от Красной Горки расположены Красногорское кладбище (по улице Героев Крут), сад Корвацкого и районная больница. К востоку от Красной Горки расположены лесопарк и Круча.
Важнейшими улицами района являются улицы Александра Довженко и Пушкина.

## История
Красногорский посёлок упоминается в документах, по крайней мере, с 1923 года.
25 марта 1921 года на бывшей даче Романова открылся Красногорский детский очаг (учреждение дошкольного воспитания), принявший на иждивение и воспитание 140 детей от 3 до 10 лет.
22 мая 1928 года Малый Президиум Всеукраинского Центрального Исполнительного Комитета изменил городскую черту Мелитополя, и Красная Горка вошла в состав города.
В 1929 году упоминается уже действующий на то время филиал городской библиотеки на Красной Горке. Это было один из двух филиалов, и вместе они обслуживали 425 читателей.
К 1940-м годам нынешняя территория Красной Горки уже была полностью застроена.
После войны Красная Горка имела репутацию самого криминального района Мелитополя.

В Мелитополе была своя знаменитая Красная Горка. Так называлась одна из его окраин, расположенная на возвышенностях, разделённых глубокими оврагами. Дома стояли там негусто, утопая летом в роскошных садах. Ходить туда чужакам не рекомендовалось. Красная Горка славилась своей круговой порукой, тёмными делами, потаённой блатной жизнью; самые знаменитые хулиганы и бандиты были оттуда. Красногорская шпана владычествовала в центре города.
— Д. И. Дубровский, «Воспоминания»
В 1953 году горисполком принял решение об открытии новой библиотеки имени Леси Украинки на Красной Горке и обязал городскую библиотеку им. Лермонтова выделить для новой библиотеки книжный фонд в количестве 2000 экземпляров.
В 2003 году из-за низкой наполняемости классов была закрыта одна из двух школ, работавших на Красной Горке, СШ № 12. Её учащиеся были переведены в расположенную по соседству СШ № 4, а здание передано вечерней школе.

## Транспорт
По территории района проходят автобусные маршруты № 18 и 19.

## Образование

### Средняя школа № 4
Школа находится по адресу ул. Пушкина, 77. В ней 853 ученика, 29 классов и 92 сотрудника. Язык обучения украинский. Профиль — экономический и украинской филологии. Директор Коваленко Анжелина Михайловна
В 2003 году из-за низкой наполняемости классов была сокращена расположенная по соседству школа № 12, и ученики из неё были переведены в школу № 4. Школу № 4 посещают воспитанники областного приюта для детей, расположенного неподалёку.
По числу медалистов школа № 4 является одной из первых в городе.
Школьные команды достигают заметных успехов на городских спортивных соревнованиях, особенно по футболу и каратэ.
Каждый год в мае в школе проводится праздник, на котором ученикам вручаются награды за победы в различных конкурсах в течение учебного года.
В школе работает театральный кружок.
Известные учителя:
- И. Г. Шестопалов — заслуженный учитель УССР, кавалер ордена Трудового Красного Знамени (1948)[18]
- Ольга Крылова — учитель труда, Отличник образования Украины (2007)[19], победитель областного конкурса «Учитель года» (2007)[20]

### Санаторная школа-интернат
Интернат расположен по адресу ул. Героев Крут, 14/1. В интернате 11 классов, 193 воспитанника и 79 сотрудников, в том числе 38 педработников. Язык преподавания русский.
Интернат был основан на базе детского дома 26 сентября 1959 года.
Интернат имеет спортивный профиль, специализируясь, прежде всего, на кикбоксинге, в котором учащиеся добиваются значительных успехов на Всеукраинском уровне.

### Вечерняя школа № 1
Школа расположена по адресу ул. Пушкина, 95. В школе 10 классов, 191 учащийся и 22 преподавателя. Язык преподавания украинский.
Школа была создана в 1938 году (по другим данным в 1936 году) и называлась школа для взрослых. На время Великой Отечественной войны школа закрывалась, а в 1944 году снова открылась и была переименована в Среднюю школу рабочей молодёжи № 1. С 1991 года школа является единственной вечерней школой в городе. К началу 2000-х годов здание вечерней школы оказалось в аварийном состоянии, и в 2003 году школа была переведена в здание, которое до этого занимала школа № 12, расформированная из-за малого числа учеников.
В 2017 году Мелитопольская вечерняя школа № 1 официально прекратила свою работу.
Директора:
- 1938—1946 — Михайлова О. М.
- 1946—1967 — Чепиков Ф. Ф.
- 1967—1969 — Лихобабин И. П.
- 1969—1972 — Николенко Н. Д.
- 1972—1975 — Горский М. П.[30]
- 1975—1982 — Городецкий О. А.
- 1982—1994 — Карпуша Р. А.
- 1994—2008 — Пономаренко В. И.
- с 2008 — Черненко Елена Вячеславовна

Выпускники:
- Пономаренко Владимир Александрович[23] — Академик Российской академии образования, доктор медицинских наук, генерал-майор медицинской службы[31]